# Screen Rant
Screen Rant est un site Internet d'actualités américain lancé en 2003. Il se concentre les films, les séries télévisées et les jeux vidéo. Il a été fondé par Vic Holtreman à Ogden dans l'Utah,.
Le site couvre également des tapis rouges à Los Angeles, le Festival du film de New York et les panels du San Diego Comic-Con,.
En 2015, Screen Rant a été acheté par Valnet, Inc., un éditeur basé à Montréal